# Lethe baileyi
Lethe baileyi är en fjärilsart som beskrevs av South 1913. Lethe baileyi ingår i släktet Lethe och familjen praktfjärilar. Inga underarter finns listade i Catalogue of Life.